# Bolesław Drewek
Bolesław Drewek (ur. 26 listopada 1903 w Swornegaciach, zm. 10 listopada 1972 w Kudowie-Zdroju) – polski wioślarz, medalista olimpijski, sędzia międzynarodowy.

## Życiorys
Urodził się 26 listopada 1903 w Swornegaciach koło Chojnic. Ukończył gimnazjum klasyczne w Bydgoszczy. Pracował w tym mieście w Komunalnej Kasie Oszczędności. Wioślarstwo uprawiał od połowy lat dwudziestych, początkowo jako wioślarz, a od 1928 jako sternik. Reprezentował Bydgoskie Towarzystwo Wioślarskie.
Zdobył brązowy medal na Igrzyskach Olimpijskich w Amsterdamie w 1928 w czwórkach ze sternikiem (jako sternik) wraz z Franciszkiem Bronikowskim, Edmundem Jankowskim, Leonem Birkholzem i Bernardem Ormanowskim.
Był także mistrzem Polski w czwórkach bez sternika w 1927 (oprócz Drewka płynęli Jan Napierała, Jan Młodyszewski i Edmund Jankowski). W 1937 zakończył karierę zawodniczą.

### Wojna i dalsze losy
W końcu sierpnia 1939 został zmobilizowany. Po wojnie obronnej powrócił do Bydgoszczy i podjął pracę w Komunalnej Kasie Oszczędności. We wrześniu 1944 został wywieziony na roboty w okolice Karlsruhe. Przebywał tam do listopada 1945. Następnie znów powrócił do Bydgoszczy. Po II wojnie światowej pracował w Narodowym Banku Polskim w Gdańsku i Gdyni, jako główny księgowy, następnie wicedyrektor oraz dyrektor. Zmarł 10 listopada 1972 w Kudowie-Zdroju, został pochowany na cmentarzu Oliwskim (kw. 23-13-1).

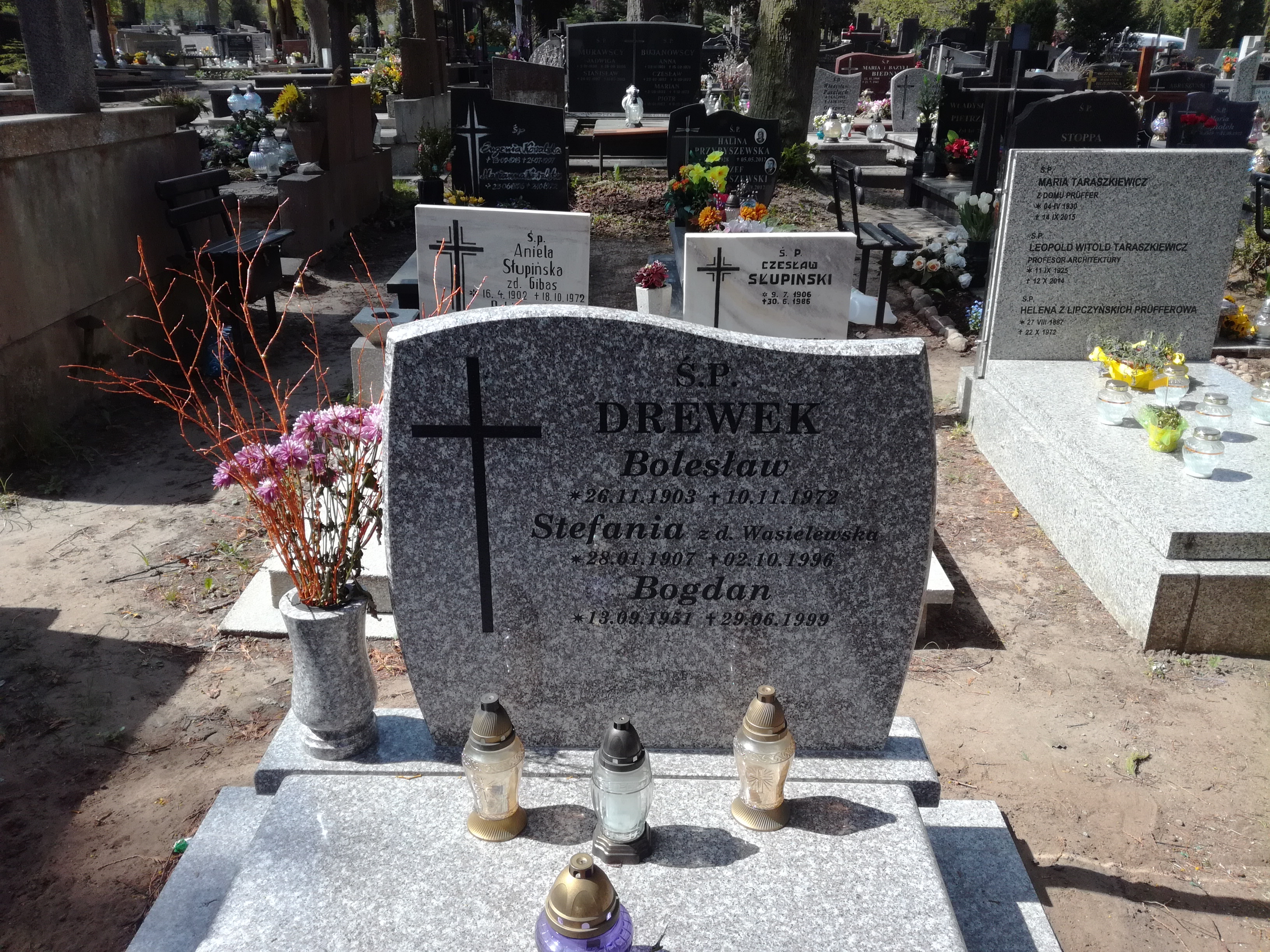
Grób Bolesława Drewka na cmentarzu Oliwskim